# (9227) Ashida
(9227) Ashida – planetoida z pasa głównego okrążająca Słońce w ciągu 5 lat i 142 dni w średniej odległości 3,07 j.a. Została odkryta 26 stycznia 1996 roku w obserwatorium Ōizumi przez Takao Kobayashiego. Nazwa planetoidy pochodzi od Masafumiego Ashidy (ur. 1957), nauczyciel w Kioto, pasjonata astronomii, w 1974 roku redaktora naczelnego miesięcznika Towarzystwa Astronomicznego Kansai. Przed nadaniem nazwy planetoida nosiła oznaczenie tymczasowe (9227) 1996 BO2.